# Croc-Blanc
Pour l’article ayant un titre homophone, voir Kroc Blanc.
Pour les articles homonymes, voir Croc-Blanc (homonymie).
Croc-Blanc (titre original : White Fang) est un roman de l'écrivain américain Jack London publié aux États-Unis en 1906. 
Le roman, adapté plusieurs fois au cinéma, relate l'histoire d'un chien-loup né à l’état sauvage d'une mère mi-chienne mi-louve et d'un père loup, se trouvant confronté au monde des hommes.
En français, il est paru pour la première fois en 1923 dans une version sensiblement raccourcie.

## Résumé
L'histoire commence par la description d'un traîneau portant un cercueil à travers le grand nord et le Wild et dirigé par deux hommes Henry et Bill. Ces deux hommes et leur attelage de chiens de traîneau partent livrer le cercueil de Lord Alfred dans une ville isolée du nom de Fort McGurry, dans les hauteurs du Territoire du Yukon. Les deux hommes, Bill et Henry, sont traqués par une meute de loups affamés pendant plusieurs jours. Cette meute de loup est dirigée par une louve qui connaît les hommes, elle reconnaît le fusil et elle se glisse dans le campement lors de la distribution de nourriture aux chiens. C'est elle aussi qui attire les chiens un par un pour les dévorer avec la meute. Bill hors de lui de voir ses chiens dévorés un par un pourchasse les loups avec le fusil et ses dernières cartouches mais est dévoré par les loups. S'ensuit alors une lutte de plusieurs jours et nuits durant laquelle Henry maintient les loups à distance au moyen d'un cercle de flamme qu'il attise pendant la nuit.
Finalement, alors qu'Henry se croyait perdu, des équipes venues de Fort McGurry arrivent et dispersent la meute de loup sauvant ainsi Henry.
L'histoire suit ensuite la meute qui, privée de sa dernière proie, finit par abattre un élan, mettant ainsi fin à la famine. La meute se sépare alors car, seule la faim maintenait la cohésion et à présent les rivalités (notamment d'accouplement) commencent à apparaître. L'histoire continue de suivre la louve de tête et ses trois compagnons qui sont tous à la recherche de ses faveurs ; parmi eux un jeune loup de trois ans, un grand loup gris et enfin un vieux loup ayant perdu un œil au cours d'une bataille. Après avoir vaincu et tué ses deux rivaux, c'est ce dernier qui revendique la louve. La louve donne naissance à une portée de cinq petits au bord du fleuve Mackenzie. Les petits meurent tous de faim, sauf un. One Eye est tué par un lynx alors qu'il tentait de voler sa tanière pour nourrir la louve et son petit ; sa compagnonne découvre plus tard ses restes près de la tanière du lynx. Le petit survivant et la louve sont livrés à eux-mêmes. Nous suivons alors les traces de l'unique louveteau qui effectue ses premiers pas dans la nature et  découvre ses différentes lois dont une en particulier « Manger ou être mangé ». Peu après, la louve tue tous les petits du lynx femelle pour nourrir son louveteau, ce qui incite le lynx à la retrouver et à engager un violent combat. La louve gagne le combat et tue le lynx, en partie grâce à deux interventions de son louveteau qui se suspend à la patte du lynx et le ralentit. La louve est cependant blessée et la carcasse du lynx est dévorée pendant sept jours, le temps que la louve se remette de ses blessures.
Un jour, le chiot rencontre cinq autochtones et la louve vient à sa rescousse. Un homme, Grey-Beaver, reconnaît la louve comme étant le chien-loup de son défunt frère, Kitche, partie lors d'une famine. Le frère de Grey-Beaver étant mort, il recueille Kiche et son petit et nomme ce dernier Croc-Blanc. Croc-Blanc est mal accueilli au camp car il est considéré comme un loup par les autres chiens en particulier par le chef des chiots, Lip-Lip mais la protection de sa mère empêche les autres chiots d'être trop agressif.
C'est à cette époque que Croc-Blanc est séparé de sa mère, en paiement d'une dette due à Three Eagles. La séparation est très dure pour Croc-Blanc qui tente de suivre sa mère à la nage et qui est battu violemment par Grey-Beaver. Croc-Blanc a une vie difficile dans le camp indigène ; livré à lui même depuis le départ de sa mère il doit faire face aux autres chiots et il devient un combattant sauvage, insensible, morose, solitaire et mortel, « l'ennemi de son espèce » toujours sur ses gardes. 
Après une migration du camp durant laquelle Croc-Blanc décide de recouvrer sa liberté, Il découvre alors la dureté de la vie dans la nature et rentre au camp. Croc-Blanc intègre aussi un attelage de chiot dirigé par Mitsah pour préparer les chiots à tirer des traineaux. Cet apprentissage renforce Croc-Blanc mais ne le délivre pas de son animosité pour tous les autres chiens. Il continue d'être solitaire et agressif et attaque sans préambule à la moindre velléité à son égard.
Il découvre aussi de plus en plus les lois des hommes après avoir mordu un jeune garçon qui s'apprêtait à le battre sans raison puis après avoir défendu Mitsah le fils de son maître contre des agresseurs. Croc-Blanc continue de grandir au village et s'affirme de plus en plus comme un chien dangereux même auprès des chiens adultes. L'année de ses trois ans, une famine se déclare et les chiens sont obligés de se réfugier dans la forêt. Croc-Blanc réapprend à chasser et tue son ennemi de toujours Lip-Lip avant de revenir au village après la fin de la famine.
À l'âge de cinq ans, Croc-Blanc est emmené à Fort Yukon pour que Grey Beaver puisse commercer avec les chasseurs d'or. Là, un cuisinier malveillant nommé « Beauty » Smith (par ironie sur sa laideur extrême) complote pour rendre Grey Beaver dépendant au whisky, puis, une fois ivre et ruiné par sa dépendance, lui acheter Croc-Blanc pour en faire un chien de combat. Croc-Blanc, déjà sauvage, le devient encore plus sous la houlette de Beauty Smith qui l'enferme dans une cage et lui fait subir des mauvais traitements pour l'enrager. Il découvre aussi que Croc-Blanc ne supporte pas qu'on se moque de lui et utilise ce moyen pour l'enrager encore plus. Beauty Smith fait combattre Croc-Blanc à maintes reprises et ce dernier bat tous ses adversaires, au point qu'on lui fasse affronter plusieurs loups et même un lynx. Jusqu'au jour où un bouledogue appelé Cherokee est amené à se battre contre lui. Cherokee a le dessus dans le combat lorsqu'il saisit la peau et la fourrure du cou de Croc-Blanc et commence à l'étrangler. Croc-Blanc manque de s'étouffer, mais il est sauvé par un riche expert minier, Weedon Scott, qui arrête le combat et achète de force Croc-Blanc à Beauty Smith.
Scott tente d'apprivoiser Croc-Blanc et, après de longs et patients efforts, il y parvient. Lorsque Scott tente de retourner seul en Californie, Croc-Blanc le poursuit et Scott décide d'emmener le chien avec lui. À Sierra Vista, Croc-Blanc doit s'adapter aux lois du domaine et doit faire face à l'animosité d'une chienne berger qui ressent plus que les autres chiens sa nature sauvage. Après plusieurs erreurs et apprentissages, Croc-Blanc apprend à se comporter comme un chien apprivoisé et s'accouple avec Collie.
À la fin du livre, Jim Hall, décrit comme la version humaine de Croc-Blanc lorsqu'il était un loup de combat, s'échappe de prison. Il nourrit depuis son procès et sa condamnation à 50 ans de réclusion une haine tenace contre le juge Scott. En effet, il a été condamné pour un crime qu'il n'a pas commis par le juge qui se basait sur une manipulation policière des preuves.
Jim Hall est en cavale et poursuivi par plusieurs chasseurs de primes mais il parvient à s'échapper et à pénétrer dans la maison de Sierra Vista pour tuer le Juge Scott et se venger. Néanmoins, la femme de Weedon Scott, apeurée par la vindicte de Hall, introduit Croc-Blanc chaque nuit dans la maison. Croc-Blanc tue Hall lorsqu'il tente de monter les escaliers menant aux chambres et manque de se faire tuer lui-même, mais survit. En conséquence, les femmes du domaine de Scott le nomment The Blessed Wolf (le loup béni). 
L'histoire se termine avec Croc-Blanc se relaxant au soleil avec les chiots qu'il a engendrés avec le chien de berger Collie.

## Analyse
Le récit se fonde sur l'expérience de Jack London dans le Grand Nord canadien lors de la ruée vers l'or du Klondike. Il reflète ses vues sur le comportement des êtres humains dans les différentes sociétés qui s'y rencontrent : pionniers rustres et brutaux voire cruels, ingénieurs des mines éduqués, amérindiens vivant en harmonie avec les animaux et la nature.
La focalisation majeure du livre est celle des animaux, le livre étant principalement écrit du point de vue de Croc-Blanc.
L'histoire fait écho à celle d'un autre roman précédent de London, L'Appel de la forêt (The Call of the Wild, 1903), dans lequel un chien de compagnie revient cette fois-ci à l'état sauvage. 
Les deux romans sont comparables par leur décor prédominant (le Klondike) et par leur atmosphère, ainsi que certains de leurs rebondissements, mais ils décrivent en quelque sorte un parcours inverse pour leur personnage principal : un chien-loup ou un “loup-chien” qui connaît un conflit intérieur d'attachement et un va-et-vient entre sa nature sauvage et sa nature domestiquée, entre le monde des humains (qu'il aime parfois) et ses congénères de la forêt. 
Le premier, Buck, dans L'Appel de la forêt, va finalement choisir le “Wild” (« la profonde nature sauvage ») et de rejoindre sa femelle et sa meute, le second, Croc-Blanc, né dans une tanière de la forêt, va finalement choisir l'amour de son maître bienveillant.

## Personnages principaux
- Croc-Blanc : le héros de l'histoire. Fils de Kiche, un chien-loup, et d'un loup, c'est un chien fier et puissant de couleur grise. Très agile, fort et rapide, il a trois maîtres au fil du roman.
- Weedon Scott : troisième maître de Croc-Blanc, il le découvre dans le Grand Nord et lui sauve la vie. Il s'occupe de l'inspection de mines d'or, et emmène Croc-Blanc chez lui, en Californie, Là-bas, Croc-Blanc sauve la vie de la famille, lorsque Jim Hall vient pour se venger. Croc-Blanc l'attaque et le tue. Le chien-loup s'en sort avec des blessures très graves, mais l'amour de son maître le sauve.
- Beauty-Smith: deuxième maître de Croc-Blanc, il l'oblige à faire des combats contre d'autres chiens à Fort Yukon. Il est sauvé par Weedon Scott lors de son combat contre Cherokee le bulldog, au moment où il commence à agoniser.
- Castor-Gris : Indien qui recueille Croc-Blanc et sa mère Kiche. Il est le premier maître de Croc-Blanc.
- Kichë : Mère de Croc-Blanc, elle le quitte après leur rencontre avec Castor-Gris, qui l'a vendue à un autre Indien. Ils se recroisent à deux reprises.
- Matt : Il est l'ami de Weedon Scott et est chargé de nourrir Croc-Blanc. Il reste à Dawson après le départ de son compagnon.
- Le loup borgne : Père de Croc-Blanc et surnommé « N'a-qu'un-œil », c'est un loup. Il meurt durant un combat contre un lynx, alors qu'il tentait de rapporter du gibier à sa nouvelle famille pendant la famine.
- Lip-Lip : Il est le chiot ennemi de Croc-Blanc durant sa vie au camp des Indiens.
- Dick et Collie: Chiens de la maison de Weedon Scott en Californie.
- Cherokee: Bulldog, terrible adversaire de Croc-Blanc.
- Mit-Sah : Fils de Castor-Gris, il est chargé de conduire le traîneau avec les chiots en cours d'apprentissage.
- Henry : Le conducteur du traîneau qui transporte Lord Alfred au début du livre.
- Bill : Le deuxième conducteur du traîneau qui est dévoré par la meute de loups en essayant de sauver l'un des derniers chiens.

## Éditions

### Éditions en anglais
- White Fang, dans le Outing Magazine, de mai à octobre 1906.
- White Fang, un volume chez Macmillan Publishers, New York, octobre 1906.

### Traductions en français
- Croc-Blanc, traduit par Paul Gruyer et Louis Postif, 1923 (version raccourcie)
- Croc-Blanc, traduit par Marc Amfreville et Antoine Cazé, Gallimard, 2016[2].
- Croc-blanc, Lectures de toujours, Gründ, 2009.

## Adaptations

### Au cinéma
- 1925 : White Fang, film américain réalisé par Laurence Trimble
- 1936 : White Fang, film américain réalisé par David Butler
- 1946 : Croc-Blanc (Белый Клык), film soviétique réalisé par Alexandre Zgouridi
- 1973 : Croc-Blanc (Zanna Bianca) réalisé par Lucio Fulci avec Franco Nero, Virna Lisi et Fernando Rey
- 1974 : Le Retour de Croc-Blanc (Il ritorno di Zanna Bianca) réalisé par Lucio Fulci avec Franco Nero, Virna Lisi et John Steiner
- 1974 : Buck le Loup (Zanna Bianca alla riscossa) réalisé par Tonino Ricci
- 1974 : Croc-Blanc et les Chercheurs d'or (La spacconata) réalisé par Alfonso Brescia avec Robert Woods, Ignazio Spalla et Malisa Longo
- 1975 : Croc-Blanc et le Chasseur solitaire (Zanna Bianca e il cacciatore solitario) réalisé par Alfonso Brescia avec Robert Woods, Ignazio Spalla et Malisa Longo
- 1991 : Croc-Blanc (White Fang), film américain réalisé par Randal Kleiser avec Klaus Maria Brandauer, Ethan Hawke et Seymour Cassel
- 1994 : Croc-Blanc 2 (White Fang 2: Myth of the White Wolf ), film américain réalisé par Ken Olin avec Scott Bairstow, Charmaine Craig, Al Harrington, Anthony Ruivivar, Victoria Racimo et Alfred Molina
- 2018 : Croc-Blanc, film d'animation franco-américano-luxembourgeois réalisé par Alexandre Espigares. Le film reçoit le Prix à la Diffusion de la Fondation Gan pour le Cinéma au Festival International du Film d'Animation d'Annecy en 2016

### À la télévision
- 1992 : La Légende de Croc-Blanc, série d'animation franco-canadienne créée par Cinar

### En bandes dessinées
Le roman a été adapté par Jean Ollivier (scénario) et Sonk (dessins) aux éditions Hachette en 1984-1986 (3 vol.).Et dans « Les grands classiques de la littérature en bande dessinée » édition Glénat par Caterina Mognato et Walter Venturi.